# Мирский, Александр Томасович
Александр Томасович Мирский (латыш. Aleksandrs Mirskis, род. 20 марта 1964 года, Вильнюс) — латвийский политик, музыкант.

## Биография
Окончил 68-ю среднюю школу г. Риги (1981) и строительный факультет Каунасского политехнического института (1986). В 1989—1990 гг. служил в Воздушно-десантных войсках, командир роты РХР, гвардии старший лейтенант. Награждён медалями «70 лет ВДВ» и «75 лет ВДВ», «Генерал армии Маргелов», почётными знаками «За отличие», «За отвагу и мужество», именным холодным оружием от заместителя командующего Воздушно-десантных войск. В 2004—2007 гг. капитан сборной военной команды парашютистов Латвийской республики.
В 1990—1999 гг. технический директор, затем в 1999—2001 гг. генеральный директор строительной компании. В 2001—2004 гг. советник мэра Риги. В 2004—2006 гг. руководитель строительного проекта.
В 2006—2009 гг. депутат 9-го Сейма Латвийской республики. Заместитель председателя фракции «Центр согласия» (ЦС). Затем в 2009—2014 гг. депутат Европарламента седьмого созыва. Член комитета по иностранным делам.
В январе 2011 г. вышел из партии «Центр согласия». В 2013 г. основал собственную политическую партию «Альтернатива», от которой в 2014 году безуспешно баллотировался в Европарламент, а в 2017 г. — в Даугавпилсскую думу.
В 2016 г. основал кинокомпанию. В 2018 г. снял художественный фильм «Альтернатива Гутмана» по мотивам собственной книги «Альтернатива Вульфа Гутмана».

## Хобби
Парашютизм. Совершил более 700 прыжков с парашютом.
Тяга к использованию слова "альтернатива" всюду, где только можно и где нельзя.
Автор — исполнитель 121 музыкальной композиции.
C 1996 по 2018 год записал и выпустил 12 музыкальных альбомов. 4 стали золотыми, 2 признаны - платиновыми.
Автор песен «Серый мой Город», «Ты победишь», «Время», «Привет, Светлана!», «От винта!», «Зая, я горжусь тобой»  и многих, многих других.
С 2004 по 2007 год — капитан сборной военной команды Латвии по парашютизму.
В 2015 году начались съёмки фильма «Альтернатива Гутмана» по повести Александра Мирского «Альтернатива Вульфа Гутмана». Фильм повествует о реальных событиях времён Великой Отечественной войны, происходивших в Латвии. 
В декабре 2018 года состоялась премьера художественного фильма " Альтернативы Гутмана" в кинотеатре "Splendid Palace".

## Дискография
- Follow Me to the Sky (1997)
- Однажды в Латвии (1998)
- Серый мой город (1999)
- На другом берегу (2000)
- Любимому городу посвящается (2001)
- Не верь (2001)
- Ты победишь! (2005)
- Седьмой (2009)
- О войне, отваге, родине! В день победы! (2012)
- Динабург (2014)